# DSR (기업)
DSR(디에스알 영어: Dae Sung Rope)은 1965년 홍순모가 창립한 선재 업체이다. 크게 DSR(영어: DSR CORP)과 DSR제강(영어: DSR WIRE CORP)으로 나뉘어 있으며, DSR제강은 1971년에 설립하여 2003년 1월에 주식거래소에 상장되었다. DSR(주)에서는 FIBER rope(부산)와 STAINLESS steel wire 와 wire rope(광양)을 다루며, DSR 제강(순천)에서는 HIGH CARBON steel wire와 wire rope를 생산하고 있다.

## 역사

### DSR
- 1965년 4월 대성제강공업(주) 설립
- 2000년 5월 DSR(주)로 개칭

### DSR제강
- 1971년 9월 삼화제강(주) 설립
- 1981년 10월 천기제강(주)으로 개칭
- 2000년 5월 DSR제강(주)로 개칭
- 2003년 1월 한국증권거래소 주식 상장